# South of Scotland (circonscription du Parlement européen)
La circonscription de South of Scotland est une ancienne circonscription électorale britannique utilisée tous les cinq ans dans le cadre des élections européennes pour désigner, par une élection au suffrage universel direct, un eurodéputé.

## Liste des députés européens
| Élection | Député          | Parti | Parti        |
| -------- | --------------- | ----- | ------------ |
| 1979     | Alasdair Hutton |       | Conservateur |
| 1984     | Alasdair Hutton |       | Conservateur |
| 1989     | Alex Smith      |       | Travailliste |
| 1994     | Alex Smith      |       | Travailliste |

## Résultats électoraux

### 1979
| Candidats                      | Candidats                      | Partis                         | Voix    | %    | +/− |
| ------------------------------ | ------------------------------ | ------------------------------ | ------- | ---- | --- |
|                                | Alasdair Hutton                | Parti conservateur             | 66 816  | 43,0 |     |
|                                | P.N. Foy                       | Parti travailliste             | 43 145  | 27,7 |     |
|                                | I. MacGibbon                   | Parti national écossais        | 28 694  | 18,5 |     |
|                                | J.R. Wallace                   | Parti libéral                  | 16 825  | 10,8 |     |
| Total (Participation : 34,5 %) | Total (Participation : 34,5 %) | Total (Participation : 34,5 %) | 155 480 | 100  |     |

### 1984
| Candidats                      | Candidats                      | Partis                         | Voix    | %    | +/− |
| ------------------------------ | ------------------------------ | ------------------------------ | ------- | ---- | --- |
|                                | Alasdair Hutton                | Parti conservateur             | 60 843  | 37,0 | 6,0 |
|                                | R.S. Stewart                   | Parti travailliste             | 57 706  | 35,1 | 7,4 |
|                                | Mrs. E.M. Buchanan             | Parti libéral                  | 23 598  | 14,4 | 3,6 |
|                                | I.R. Goldie                    | Parti national écossais        | 22 242  | 13,5 | 5,0 |
| Total (Participation : 33,9 %) | Total (Participation : 33,9 %) | Total (Participation : 33,9 %) | 164 389 | 100  |     |

### 1989
| Candidats                      | Candidats                      | Partis                         | Voix    | %    | +/− |
| ------------------------------ | ------------------------------ | ------------------------------ | ------- | ---- | --- |
|                                | Alex Smith                     | Parti travailliste             | 81 366  | 39,8 | 4,7 |
|                                | Alasdair Hutton                | Parti conservateur             | 65 673  | 32,2 | 4,8 |
|                                | M. Brown                       | Parti national écossais        | 35 155  | 17,2 | 3,7 |
|                                | J.D. Button                    | Parti vert                     | 11 658  | 5,7  |     |
|                                | J.E. McKerchar                 | Libéraux-démocrates            | 10 368  | 5,1  | 9,3 |
| Total (Participation : 41,5 %) | Total (Participation : 41,5 %) | Total (Participation : 41,5 %) | 204 220 | 100  |     |

### 1994
| Candidats                      | Candidats                      | Partis                         | Voix    | %    | +/− |
| ------------------------------ | ------------------------------ | ------------------------------ | ------- | ---- | --- |
|                                | Alex Smith                     | Parti travailliste             | 90 750  | 45,2 | 5,4 |
|                                | Alasdair Hutton                | Parti conservateur             | 45 595  | 22,7 | 9,5 |
|                                | Mrs. C. Creech                 | Parti national écossais        | 45 032  | 22,4 | 5,2 |
|                                | D.M. Millar                    | Libéraux-démocrates            | 13 363  | 6,6  | 1,5 |
|                                | J. Hein                        | Parti libéral                  | 3 249   | 1,6  |     |
|                                | Miss L.M. Hendry               | Parti vert                     | 2 429   | 1,2  | 4,5 |
|                                | G.N.W. Gay                     | Parti de la loi naturelle      | 539     | 0,3  |     |
| Total (Participation : 40,1 %) | Total (Participation : 40,1 %) | Total (Participation : 40,1 %) | 200 957 | 100  |     |